# Jim Corr
James Steven Ignatius Corr dit « Jim », né le 31 juillet 1964 à Dundalk (Irlande), est un musicien irlandais. Il fait partie du groupe The Corrs en tant que guitariste principalement.
Il est l'aîné de la famille Corr. Pendant sa jeunesse, il est initié comme ses sœurs à l'art du piano. Par la suite, il s'initiera aussi à la guitare et à l'accordéon (instrument qu'il ne pratique pas au sein du groupe).
En 2006, il a annoncé ses fiançailles avec l'ex-miss Grande-Bretagne Gayle Williamson, et par la même occasion la naissance de son premier enfant, un petit garçon prénommé Brandon. Fin 2006, Gayle Williamson annonce dans une interview à la presse britannique que Jim vient de mettre fin à leur relation 